# Randolph Foster
Randolph Foster, född 14 augusti 1968, är en friidrottare från Costa Rica. Han deltog vid olympiska sommarspelen 1992.